# 前岛升
前岛升（？—？）日本人，满洲国、晋北自治政府、蒙疆联合自治政府官员。

## 生平
前岛升原来担任满洲国的县参事官。1937年10月15日，晋北自治政府成立，前岛升出任最高顾问。1939年9月1日，晋北自治政府和其他傀儡政权合并成立蒙疆联合自治政府，下设晋北政厅，晋北政厅长官田汝弼，次长前岛升。前岛升担任次长直至1941年6月。1941年，前岛升出任蒙疆联合自治政府总务次长。总务厅厅长武内哲夫离职后，次长前岛升曾经署理总务厅厅长。